# Baraka (miasto)
Baraka – miasto we wschodniej części Demokratycznej Republiki Konga, położone jest nad Zatoką Burtona (jezioro Tanganika). Liczy 120 tys. mieszkańców. Trzecie pod względem wielkości miasto w prowincji Kiwu Południowe.
Nazwa pochodzi od arabskiego słowa baraka, oznaczającego błogosławieństwo. Baraka jest francuskojęzycznym miastem handlowym. Powróciło do rozmiarów, gdy mieszkańcy zaczęli wracać po ostatniej wojnie, aby podjąć pracę w handlu, rybołówstwie i przy wydobyciu złota.